# Савин
Савѝн или Сабѝн е монарх, управлявал България от 764 до 766 г. (според Васил Златарски и Иван Венедиков). Той е зет на владетеля Кормисош от рода Вокил.

## Биография
Според някои изследователи Савин е със славянски произход, поради което името му не присъства в Именника на българските ханове. Той води мирни преговори с византийския император Константин V Копронѝм, които отначало биват запазени в тайна. След разкриването на тези преговори е свикан народен събор, на който е решено България да не сключва мирен договор с Византия. Привържениците на твърдата ръка спрямо Византия се обръщат към Савин с думите: „Чрез тебе България ще бъде поробена от ромеите“. След събора, изоставен от своите поддръжници, през 766 г. Савин търси убежище в Месемврия (Несебър), откъдето се отправя към Константинопол. Там той е приет от василевса, който урежда прехвърлянето на семейството му от България. През 768 г. Савин присъства на преговорите на Константин V с новия български владетел Паган, но думите на императора от името на Савин не оказват въздействие върху Паган.[ неясно? ]
Савин прекарва остатъка от живота си като изгнаник в Константинопол.